# François Denhaut
François Victor Denhaut, né le 4 octobre 1877 à Champagnat, près d'Aubusson, et décédé à Bellegarde-en-Marche le 12 avril 1952, est un ingénieur autodidacte, qui participa au début de l'aviation dans la Creuse et ailleurs en France. Il est considéré comme l'inventeur des hydravions à coque.

## Biographie
Dès l'âge de 17 ans, il participe à diverses courses cyclistes dans sa région. Il est donc en contact avec la mécanique, pratique indispensable pour assurer l'entretien de ses cycles.
Ce maçon de la Creuse devint entrepreneur de travaux publics. Il exécute des travaux en ciment armé, encore peu répandu dans la région. Il construit un barrage sur la Tardes près de Chambon-sur-Voueize. Il réalise une maison en béton armé à Aubusson et divers autres travaux.

### Aéronautique

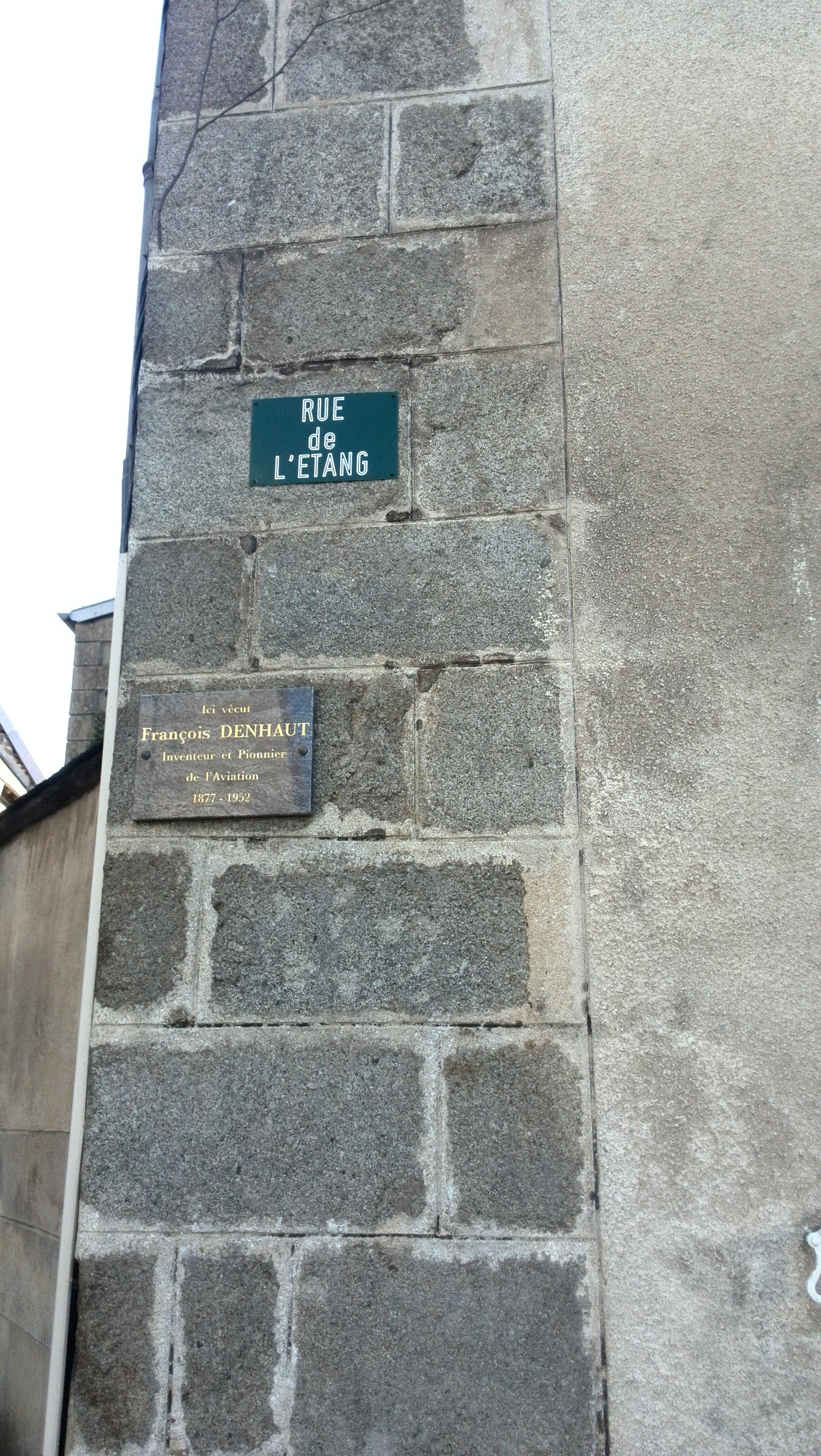
Plaque hommage à François Denhaut à Bellegarde-en-Marche

De 1895 à 1905, François Denhaut construit et fait voler des planeurs. En 1909, il construit un biplan avec le soutien financier de Frédéric Danton (1874-1929), fabricant de tapis et de faïence à Aubusson. Le Danton est terminé en 1910 et vole pour la première fois sur l'aérodrome de Juvisy.  En 1911, il réalise son premier hydro-aéroplane. Mais le premier vol d'un hydravion est réalisé par Henri Fabre, qui décolle le 28 mars 1910 de l'étang de Berre, à Martigues avec son « Canard ».
François Denhaut passe son brevet de pilote le 9 décembre 1911 avec l'un des avions de Pierre Levasseur, pour lequel il travaille aussi comme chef pilote.  
Le jeune ingénieur et financier suisse Jérôme Donnet, en collaboration avec l’ingénieur français Henri Lévêque (constructeur de moteurs d’automobiles), construit l'appareil (hydravion) de François Denhaut, surnommé « le Poisson-volant » (Donnet-Lévêque). L'appareil est plus stable sur l’eau car les ailes, le moteur Gnome de 80 ch et l'hélice de l’avion sont placés bien au-dessus de la coque, hors d’atteinte de l’eau. Jérome Donnet avec Henri Lévêque déposent ensemble un brevet pour leur hydravion, mais Fançois Denhaut sera exclu de ce brevet.  
En septembre 1912, il travaille chez Borel, puis en 1914 chez Ambroise Goupy. En 1915, il fonde avec Jérome Donnet la Société Donnet-Denhaut qui fournira des hydravions à la Marine française durant la Première Guerre mondiale. En 1920, il est engagé par la Société anonyme des automobiles Bellanger Frères et réalise un bimoteur à coque, le Bellanger-Denhaut BD-22. Après quelques tentatives dans le domaine des planeurs, il entre en 1925 chez France Aviation, puis en 1928, il est engagé par François Villiers. Ce dernier ferme ses ateliers en 1931 à cause de la crise. 
En 1932, il étudie un nouveau projet mais, n'ayant pas de fortune personnelle, et sans soutien financier, il abandonne la construction aéronautique. François Denhaut est décédé à Bellegarde dans sa Creuse natale.

## Distinctions
- En 1921, il est décoré de la Légion d'honneur[4].